# Colletes clypeatus
Colletes clypeatus là một loài Hymenoptera trong họ Colletidae. Loài này được Mocsáry mô tả khoa học năm 1901.